# Ikarus 30

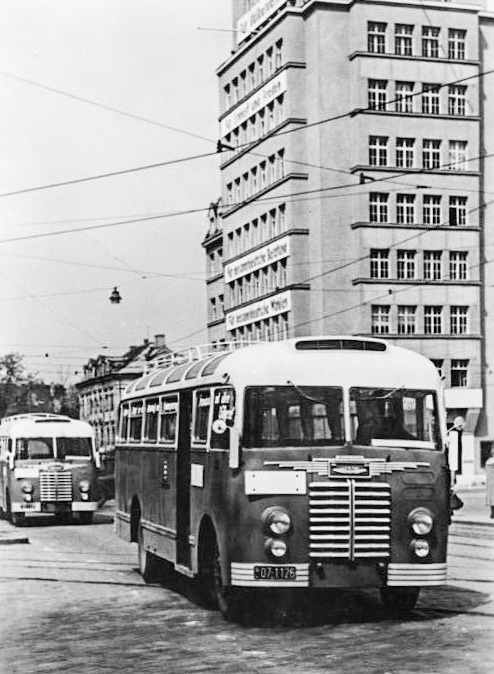
Ikarus 30 в Дрездене (1952)

Ikarus 30 — первый самонесущий автобус венгерской фирмы Ikarus.

## История
Первый экземпляр Ikarus 30 сошёл с конвейера 24 февраля 1951 года в Маттиасланде. Символически это ознаменовало начало новой эры для венгерской промышленности. За дизайн автобуса отвечали Казмер Шмидт и его команда.
Кроме междугородных автобусов вместимостью 30 мест, также выпускались городские автобусы вместимостью 39 мест. Так как салон стал очень тесным из-за дизайна, дизайнеры постарались компенсировать возможные ощущения пассажиров в депрессии. Именно поэтому появились изогнутые окна по краю крыши, которые должны были обеспечить больше света и, следовательно, больший комфорт. У инженеров были благие намерения, но решение оказалось контрпродуктивным. В летнюю жару вместо комфорта преобладал парниковый эффект, что вскоре породило насмешливое название транспортного средства: нейлоновый автобус (венг. nejlonbusz). На передней части, над ветровыми стёклами, расположены указатели поворотов с механически управляемой вентиляцией.
Прототипы Ikarus 30 демонстрировались на нескольких международных выставках, включая Женевский автосалон. Транспортное средство пользовалось большим международным успехом и признанием, что способствовало тому, что уже в 1952 году количество выпущенных единиц превысило общее количество выпущенных автобусов.
Первые экземпляры Ikarus 30 поступили на предприятие FAEA 5 июня 1951 года. И хотя автобус оказался неудовлетворительным на маршрутах Будапешта, к 1956 году около 192 экземпляров были введены в эксплуатацию.
За 6-летний период производства (с 1951 по 1957 год) было выпущено, в общей сложности, 3175 автобусов, из которых только 1/3 поступила в Венгрию. В разное время автобусы Ikarus 30 также эксплуатировались в ГДР (662 единицы), Китае (640 единиц) и Чехословакии (500 единиц). 
Некоторые автобусы Ikarus 30 эксплуатировались в Китае до конца 1990-х годов. Также для Китая был выпущен ряд автобусов, носящих название «Ikarus 301».
В 1960 году модели Ikarus 30, принадлежавшие предприятию FAEA, были переоборудованы. После изъятия двигателя и других технических агрегатов автобусы Ikarus 30 были переоборудованы в автобусные прицепы, эксплуатация которых продолжалась до появления сочленённых автобусов на предприятии FAEA.